# Redford (New York)
Pour les articles homonymes, voir Redford.
Redford est une census-designated place et une localité américaine située dans la municipalité de Saranac, du comté de Clinton, dans l'État de New York.
La localité occupe 3,77 km2 sur la rive nord de la Saranac, à l'extrémité sud de la municipalité de Saranac, dans le parc Adirondack,. 
En 2020, la population s'élevait à 387 habitants.